# Macquenom
Ne doit pas être confondu avec Mackenheim.
Macquenom est une ancienne commune française de Moselle, absorbée par Basse-Yutz en 1810.

## Toponymie
- Anciennes mentions[1],[2] :  Michel-Houwen (1276), Mackenhouem (1429), Maken Howen (1439), Makenhouen (1456), Macquenhoven (1572), Mackenhoven  (1586-1592), Makenhoffen (1606), Mackenhoffen (1667), Machenhowen (1686), Maquenom (1793).
- Mackenhofen en allemand[1]. Mackenowen et Mackenuewen en francique luxembourgeois.
- Dans les villages environnants, ce lieu était surnommé de kitsack (le cul-de-sac), car il n'y avait autrefois qu'une seule rue pour y aller[3].

## Histoire
Était annexe de la paroisse de Yutz. 

Macquenom fut réuni à Basse-Yutz par décret du 19 mars 1810.

## Démographie
| 1793 | 1800 | 1806 | 1900 |
| ---- | ---- | ---- | ---- |
| 222  | 207  | 218  | 765  |

## Lieux et monuments
- Le Vieux Macquenom.